# Březiněves
Březiněves (německy Weiß Kratschen) byla do 30. června 1974 ves severně od Prahy, dnes je to městská čtvrť a katastrální území Prahy tvořící území městské části Praha-Březiněves v obvodě Praha 8. Je zde evidováno 29 ulic a 602 domů. Žije zde přes 1750 obyvatel. 
První zmínky o Březnovsi (původně Březina ves) pocházejí z 12. století. Historicky bývala obec obvykle majetkem bývalých církevních hodnostářů či soukromníků.

## Název
Název je odvozen od „Březina Ves“ neboli „Břízova Ves“. Název prošel mnohými změnami, než se dostal do dnešní podoby:
- 1158 – 1169 Bresinaues
- 1364 Brziessinawes
- 1407 Brziezynyewess
- 1428 Brzezniewes
- 1637 Przschesnowes
- 1640 Brschesnowes
- 1788 Bržezniowes – Wržezniowes, Weiss Kratschme
- 1844 Březniowes, Březňoves, Weisz Kratschen (Bílá Krčma)
- 1854 Březiněves

## Historie
První písemná zmínka o vesnici se datuje rokem 1140. Obec s polovinou lesa Ládví a s dvorem Hovorčovice patřila komendě křižovníků svatého Jana s bílou hvězdou v Praze (klášter Johanita u Matky Boží u Karlova mostu na Malé Straně). Tento řád uvedl do Čech král Vladislav II. roku 1159 a do začátku mu daroval mnoho statků včetně Březiněvsi.
V husitských válkách přišla obec do rukou světských. Roku 1420 ji měli Marš, řečený Kostečka, patrně společně s Janem Apatykářem. Roku 1436 ji zapsal císař Zikmund Václavu Cvokovi, měšťanu novoměstskému a konšelu v letech 1430-1436 za 200 kop míšeňských grošů. 1454 držel ves Jan Sosnovec. 1455 obec byla prodána Heřmanu Sirotkovi ze Zborce. Roku 1461 ji pak Heřman Sirotek prodal Joštovi, biskupu Vratislavu a nejvyššímu převoru řádu Maltézských křižovníků (Svatomářských).

### Pobělohorská doba
V bouřích bělohorských se obce zmocnili stavové. Ti ji roku 1620 prodali Janu, nejstaršímu Petráčkovi z Vokounštejna. Po Bělohorské bitvě bez náhrady však musel vše vrátit dotčenému duchovenstvu.
Roku 1630 propadl dvůr řečený „Rejtorský“ s hospodou řečenou „Bílou“, ležící na gruntech kláštera Melitenského, Mikuláši Kekulovi, rytíři ze Stradonic a jeho manželce Markétě Aleně, rozené Vostrovcové z Kralovic. Po vpádu saském byl ve vojenské službě a brzy zemřel. Veškeré jeho jmění mu bylo zabaveno a dvůr Březiněves z poloviny předán Albrechtu z Valdštejna. Druhou polovinu stále až do své smrti vlastnila jeho manželka. Po smrti Albrechta z Valdštejna se Vilém Vratislav, hrabě z Mitrovic, ujal dotčeného dvora zcela a „opomněl“ druhou polovinu vrátit sestře zesnulé Kekulové.
V roce 1691 byla Březiněves vrácena původnímu majiteli, řádu Johanitů. Roku 1788 byla od dvora třetina polí rozprodána. V roce 1785 měla obec podle záznamů 17 domů; v roce 1843 21 domů a 213 obyvatel; roku 1857 pak 20 domů a 209 obyvatel. V roce 1890 měřil katastr obce 508 jiter a 1577 čtverečních sáhů (tj. asi 294 ha), z toho osm jiter a 689 čtverečních sáhů zahrad (asi pět hektarů) a 1289 čtverečních sáhů rybníků (asi půl hektaru).

## Současnost
Občanská vybavenost: 
- Mateřská škola s kapacitou 124 míst. První dvě třídy byly otevřeny s počtem míst 54 v roce 2012, další fáze rozšíření na aktuálních 124 míst, včetně vlastní kuchyně byla dokončena v polovině března roku 2016.
- Multifunkční hřiště o velikosti 40x20 metrů s umělým povrchem a vlastním osvětlením
- Dětská hřiště v centrální části Březiněvsi a v nové zástavbě.
- Antukové hřiště pro univerzální sportovní vyžití
- Tenisové hřiště s umělou PU antukou a vlastním osvětlením
- Rekreační rybník v sezoně nabízí návštěvníkům koupání na vlastní nebezpečí s dalším sportovním vyžitím  (beachvoleybalové hřiště,stolní tenis) a stánek s občerstvením.
- Fitness Centrum s možností skupinových lekcí pro dospělé a nabídkou volnočasových aktivit pro děti, včetně příměstských táborů.
- Fotbalové hřiště

Nedílnou součástí kulturního a společenského života v Březiněvsi jsou místní spolky, např. spolek hasičů, rybářů a tělovýchovnou jednotu, pod kterou je zapsáno na 350 sportovců.

## Obyvatelstvo
| Rok            | 1869 | 1880 | 1890 | 1900 | 1910 | 1921 | 1930 | 1950 | 1961 | 1970 | 1980 | 1991 | 2001 | 2011  | 2021  |
| -------------- | ---- | ---- | ---- | ---- | ---- | ---- | ---- | ---- | ---- | ---- | ---- | ---- | ---- | ----- | ----- |
| Počet obyvatel | 208  | 245  | 287  | 280  | 265  | 260  | 384  | 361  | 412  | 427  | 516  | 557  | 667  | 1 202 | 1 821 |
| Počet domů     | 21   | 21   | 19   | 21   | 19   | 19   | 57   | 82   | 89   | 101  | 138  | 157  | 201  | 362   | 589   |

## Symboly městské části
Znak a vlajka byly městskému části uděleny rozhodnutím předsedy Poslanecké sněmovny Parlamentu České republiky dne 31. května 2005.

## Fotogalerie

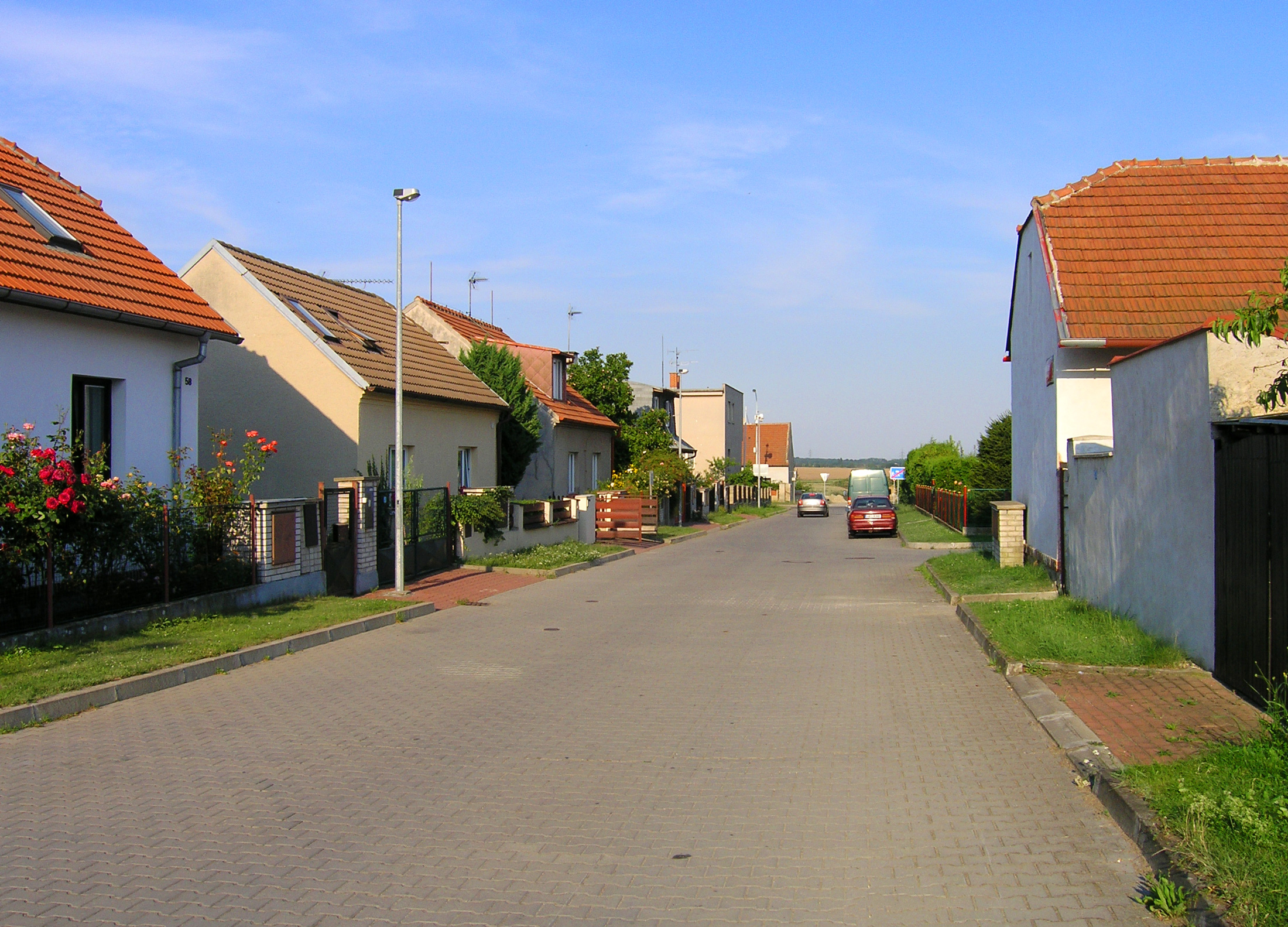
Ulice Ke Zdibům dokládá venkovský ráz Březiněvsi
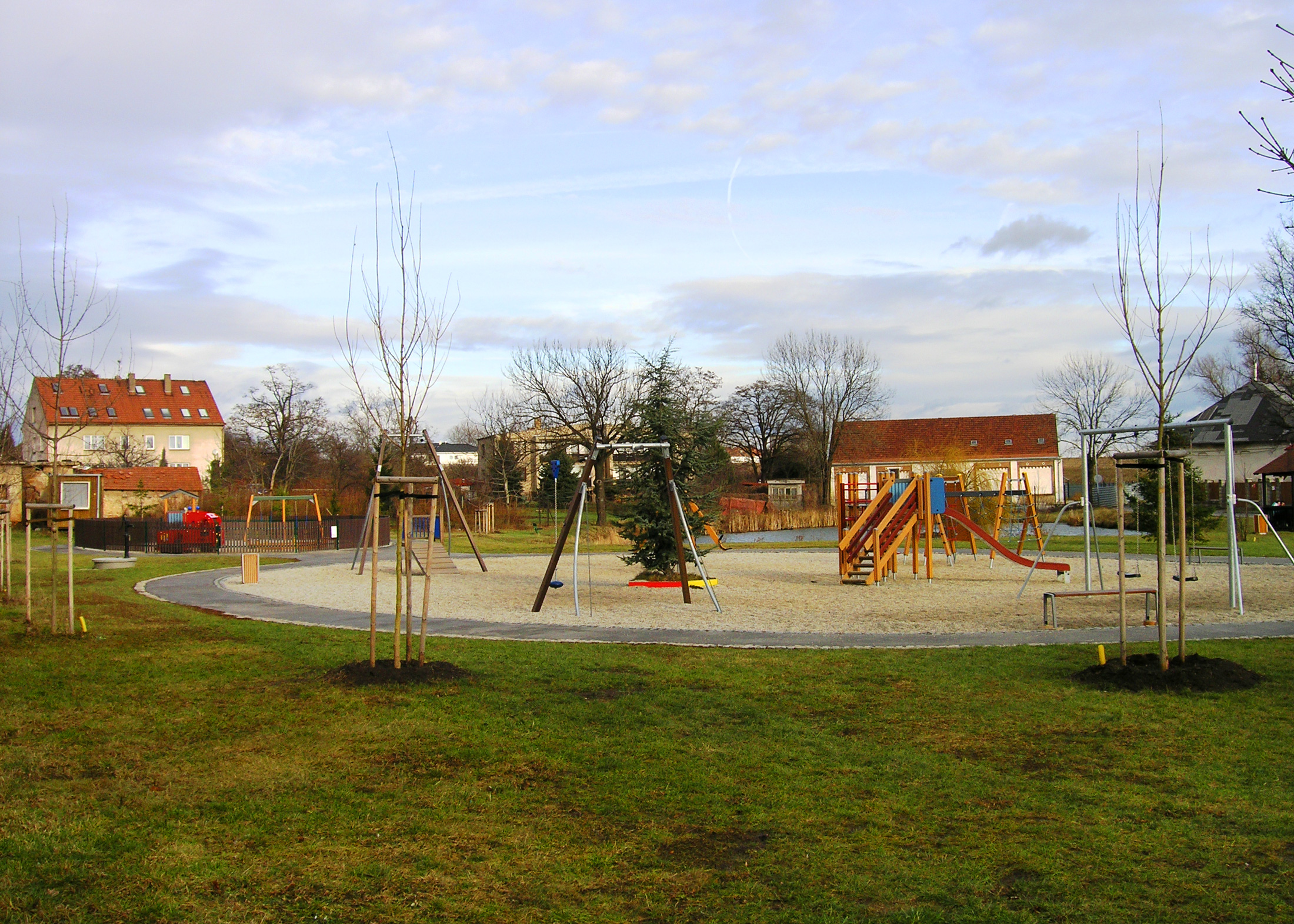
Upravená náves
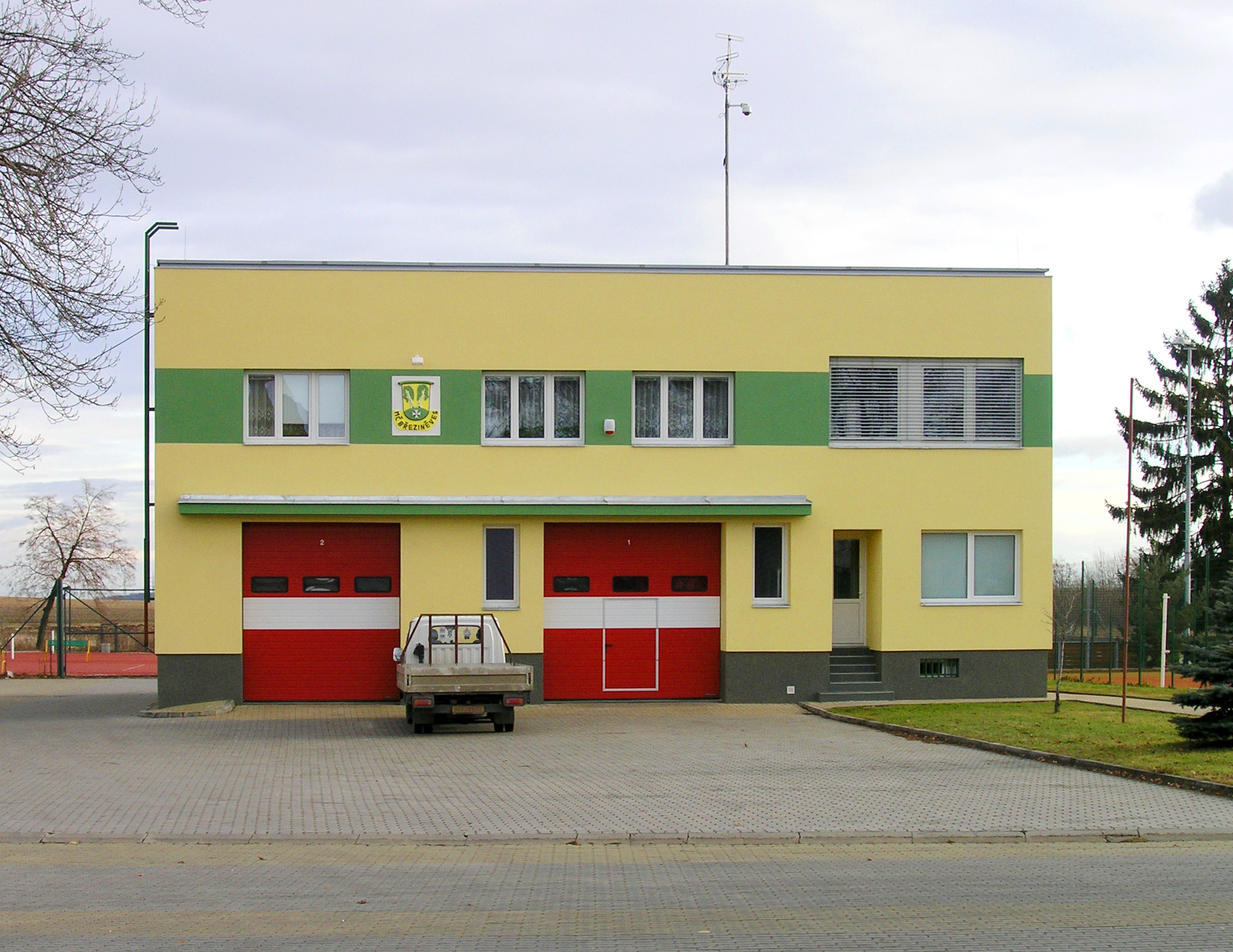
Místní úřad a hasičárna
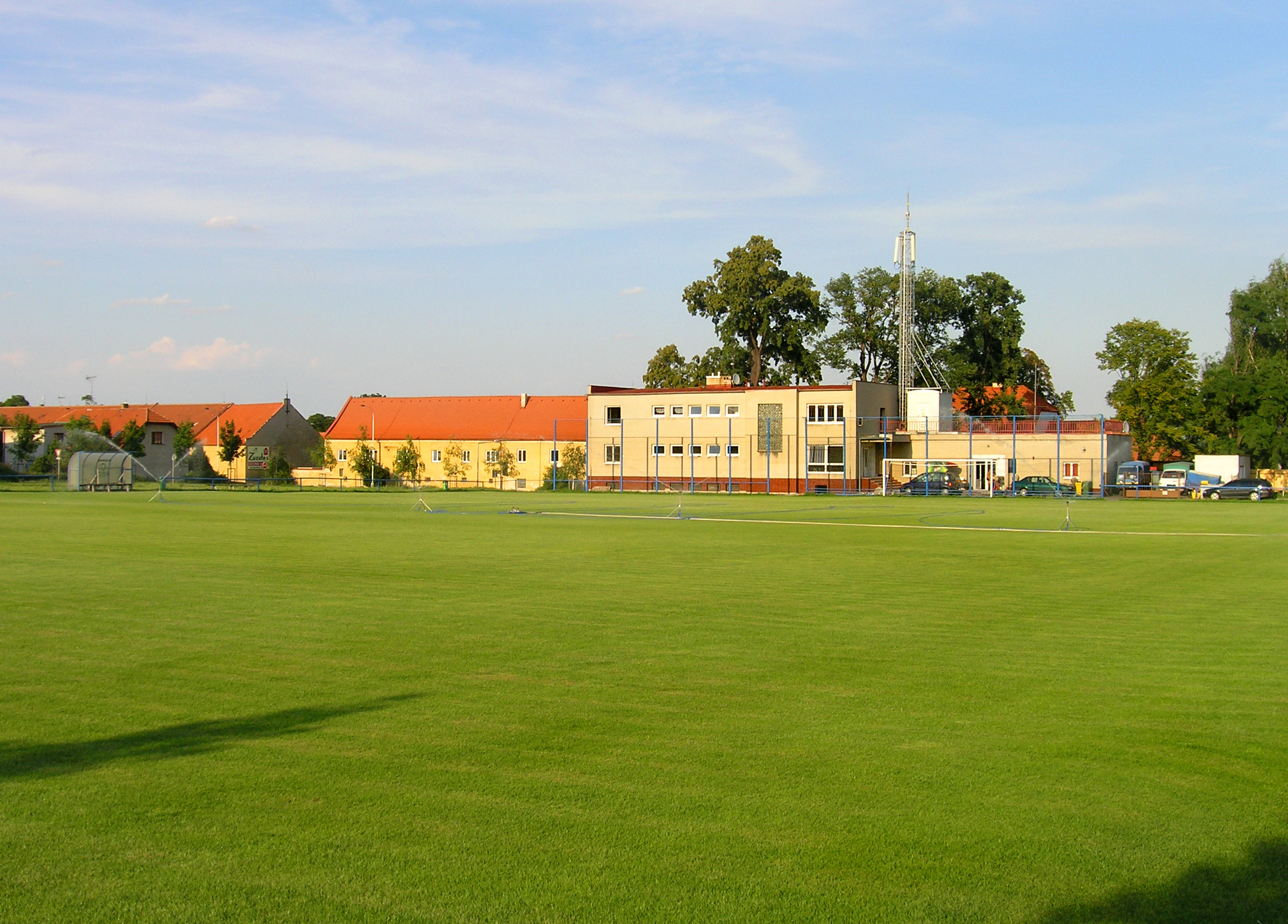
Fotbalové hřiště v centru
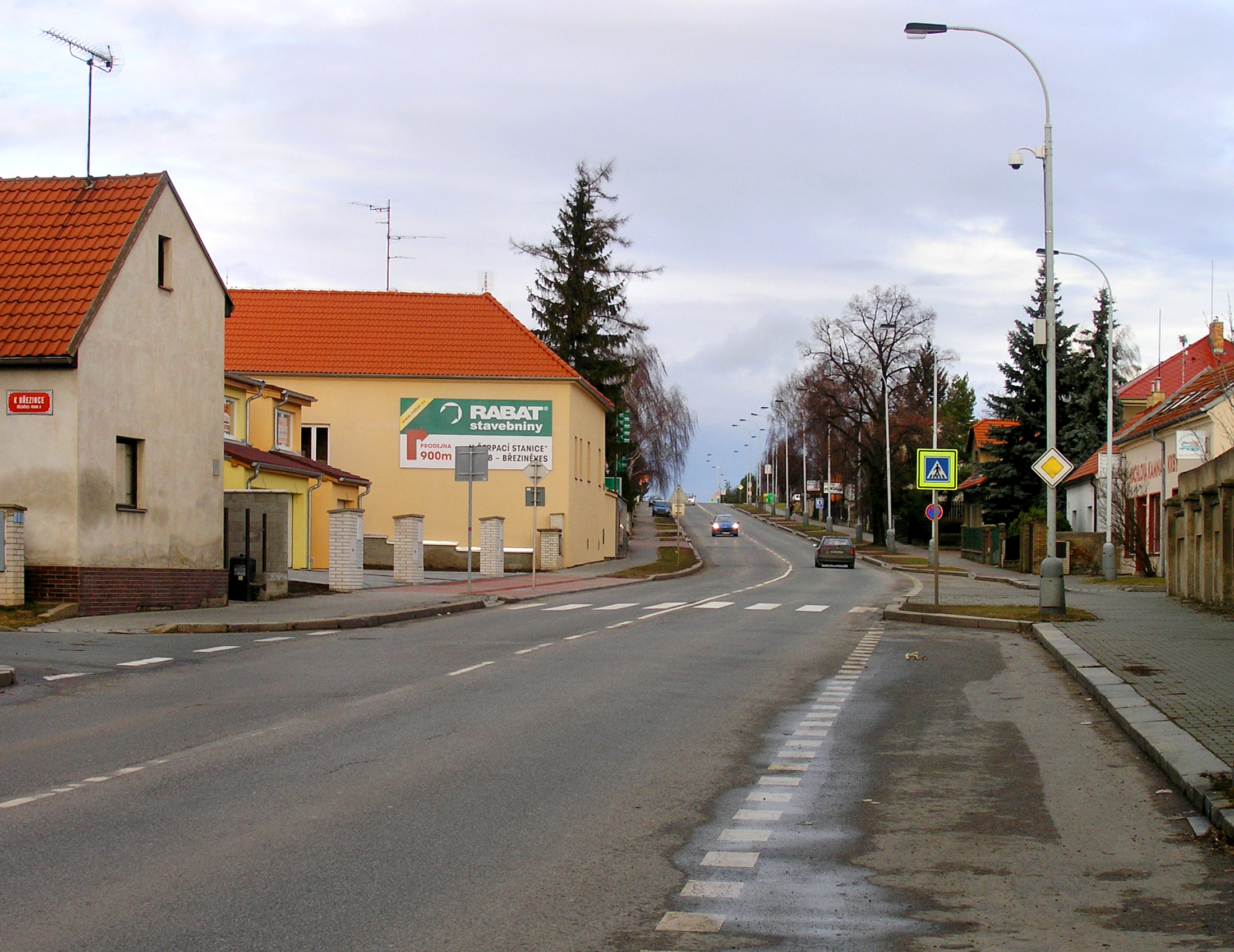
Ulice Na Hlavní – hlavní ulice v Březiněvsi